# Joachim Eilers
Joachim Eilers (Colonia, 2 de abril de 1990) es un deportista alemán que compite en ciclismo en la modalidad de pista, especialista en las pruebas de velocidad, keirin y contrarreloj.
Ganó nueve medallas en el Campeonato Mundial de Ciclismo en Pista entre los años 2013 y 2021, y doce medallas en el Campeonato Europeo de Ciclismo en Pista entre los años 2012 y 2021.
Participó en los Juegos Olímpicos de Río de Janeiro 2016, ocupando el cuarto lugar en la prueba de keirin y el quinto en velocidad individual y en velocidad por equipos.

## Medallero internacional
| Campeonato Mundial | Campeonato Mundial      | Campeonato Mundial | Campeonato Mundial    |
| Año                | Lugar                   | Medalla            | Competición           |
| ------------------ | ----------------------- | ------------------ | --------------------- |
| 2013               | Minsk (Bielorrusia)     | Medalla de bronce  | 1 km contrarreloj     |
| 2014               | Cali (Colombia)         | Medalla de plata   | 1 km contrarreloj     |
| 2015               | Saint-Quentin (Francia) | Medalla de plata   | 1 km contrarreloj     |
| 2015               | Saint-Quentin (Francia) | Medalla de bronce  | Velocidad por equipos |
| 2016               | Londres (Reino Unido)   | Medalla de oro     | Keirin                |
| 2016               | Londres (Reino Unido)   | Medalla de oro     | 1 km contrarreloj     |
| 2016               | Londres (Reino Unido)   | Medalla de bronce  | Velocidad por equipos |
| 2021               | Roubaix (Francia)       | Medalla de bronce  | Velocidad por equipos |
| 2021               | Roubaix (Francia)       | Medalla de bronce  | 1 km contrarreloj     |
| Campeonato Europeo |                         |                    |                       |
| Año                | Lugar                   | Medalla            | Competición           |
| 2012               | Panevėžys (Lituania)    | Medalla de oro     | Velocidad por equipos |
| 2012               | Panevėžys (Lituania)    | Medalla de plata   | Keirin                |
| 2014               | Baie-Mahault (Francia)  | Medalla de oro     | Velocidad por equipos |
| 2014               | Baie-Mahault (Francia)  | Medalla de oro     | Keirin                |
| 2014               | Baie-Mahault (Francia)  | Medalla de plata   | 1 km contrarreloj     |
| 2015               | Grenchen (Suiza)        | Medalla de plata   | 1 km contrarreloj     |
| 2015               | Grenchen (Suiza)        | Medalla de bronce  | Velocidad por equipos |
| 2017               | Berlín (Alemania)       | Medalla de plata   | Velocidad por equipos |
| 2017               | Berlín (Alemania)       | Medalla de plata   | 1 km contrarreloj     |
| 2018               | Glasgow (Reino Unido)   | Medalla de plata   | 1 km contrarreloj     |
| 2018               | Glasgow (Reino Unido)   | Medalla de bronce  | Velocidad por equipos |
| 2021               | Grenchen (Suiza)        | Medalla de bronce  | Keirin                |